# Brixiini
Los brixiínos (Brixiini) son una tribu de insectos hemípteros del suborden Archaeorrhyncha. Tiene los siguientes géneros.

## Géneros
- Innobindus - Solonaima - Undarana y otros cinco mas[1]